# Спенсер Смайт
Спенсер Смайт (англ. Spencer Smythe) — вымышленный суперзлодей, появляющийся в американских комиксах, издаваемых Marvel Comics. Наиболее известен как противник супергероя Человека-паука. Будучи учёным, исследующим робототехнику и паукообразных, он встал на путь преступности, чтобы получить финансирование для своей деятельности, и посвятил свою жизнь поимке Человека-паука. Широкую известность Смайту принесло создание Убийц пауков, роботов, разработанных специально для выслеживания, поимки и убийства Человека-паука. Также он является отцом Алистера Смайта.
На протяжении многих лет с момента его первого появления в комиксах персонаж появлялся в других медиа продуктах, включая мультсериалы и видеоигры.

## История публикаций
Спенсер Смайт был создан сценаристом Стэном Ли и художником Стивом Дитко, дебютировав в The Amazing Spider-Man #25 (Июнь, 1965).

## Биография вымышленного персонажа
Профессор Спенсер Смайт был экспертом в области робототехники и паукообразных. Он попросил Джей Джону Джеймсона профинансировать его проекты, будучи убеждённым статьями Джеймсона о том, что Человек-паук представляет угрозу. Будучи удовлетворённым демонстрацией того, как робот Смайта находит и выслеживает пауков, Джеймсон нанял Смайта, чтобы поймать Человека-паука. Сам Джеймсон управлял роботом, из-за чего супергероя преследовала машина с лицом Джоны. Тем не менее, Стенолаз сбежал, оставив костюм Человека-паука в щупальцах робота.  
Раздражённый неспособностью своего робота поймать Человека-паука, Смайт стал одержим супергероем, встав на путь преступности, чтобы получить финансирование для своих исследований, и постоянно совершенствовал своих роботов, которых назвал Убийцами пауков. Тем не менее, какими бы смертоносными или могущественными не были его творения, они всегда терпели поражение от руки Человека-паука, использующего ключевой недостаток конструкций.  
В конечном итоге, преступная карьера Смайта подошла к концу, когда радиоактивные материалы, использованные при производстве роботов, отравили его, обрекая на медленную и мучительную смерть. В равной степени обвиняя Человека-паука и Джеймсона в его надвигающейся кончине, Смайт сковал обоих наручниками вместе с бомбой, которая должна была взорваться через 24 часа, решив заставить их страдать от агонии неизбежной смерти, на которую, как он полагал, Паук и Джеймсон обрекли его. К несчастью для Смайта, его болезнь находилась на неизлечимой стадии, отчего он не смог пережить эти 24 часа и умер с мыслью, что ему удалось отомстить. Тем не менее, Питер Паркер распознал принцип действия механического устройства и смог отключить бомбу, заморозив её элементы управления за несколько мгновений до того, как она взорвалась. 
После смерти Спенсера его сын Алистер перенял наследие Убийц пауков.  
Во время сюжетной линии Dead No More: The Clone Conspiracy, компания Шакала «New U Technologies» создала клона персонажа.  

## Вне комиксов

### Телевидение
- Персонаж по имени Генри Смайт появляется в мультсериале «Человек-паук» 1967 года в эпизоде «Пойман Человек-паук», где его озвучил Генри Рамер[15]. Как и его классический аналог, он является создателем Убийц пауков, одного из которых он использовал в попытке поймать Человека-паука для Джей Джоны Джеймсона. Тем не менее, Человеку-пауку в конечном итоге удаётся вырваться из лап робота, обманув того манекеном, из-за чего Смайт отзывает Убийцу пауков обратно в свой дом, чтобы внести коррективы.
- Спенсер Смайт появляется в мультсериале «Человек-паук» 1994 года, где его озвучил Эдвард Малхэр[16]. Он был нанят Норманом Озборном с целью поимки Человека-паука в обмен на создание парящего кресла-каталки для его парализованного сына Алистера. Смайт создаёт своего первого Убийцу пауков, Чёрную вдову[17], которая по ошибке похищает Флэша Томпсона, одетого в костюм Человека-паука. Когда на помощь приходит настоящий Человек-Паук, развернувшееся сражение приводит к пожару в «Озкорпе». Из-за угроз со стороны Озборна расторгнуть сделку в случае провала, Спенсер остаётся в здании, дабы убедиться в смерти Человека-паука. Алистер получает парящее кресло, однако Спенсер, по всей видимости, погибает во взрыве. Позже в сериале выясняется, что Спенсер выжил и был помещен в криогенную суспензию Кингпином, чтобы обеспечить преданность Алистера после того, как тот связался с криминальным авторитетом. В конце концов, Алистер обнаруживает крионированное тело Спенсера и возвращает его с помощью Человека-паука. После этого Алистер продолжает работать на разных предпринимателей в обмен на возрождение своего отца.
- Бенджамин Дискин озвучил Спенсера Смайта в мультсериале «Человек-паук» 2017 года[18]. Здесь он является строгим учителем Питера Паркера по естествознанию в средней школе Мидтауна и отдалившемся отцом Алистера Смайта.

### Видеоигры
- Спенсер Смайт появляется в игре Spider-Man: Web of Shadows 2008 года, в версиях для PS2 и PSP. В определённые моменты игры он связывается с Человеком-пауком и, как было показано, находится в союзе с А.И.М. и Шакалом. Организация помогает ему с проведением секретных экспериментов в подземной лаборатории, а также захватывает и клонирует Джей Джону Джеймсона в рамках заговора с целью дискредитировать его и Человека-паука. Позже Шакал раскрывает, что Смайт пытается найти способ контролировать вторгшихся симбиотов и предаёт его, чтобы достичь своих собственных целей. Ближе к концу игры, Смайт отправляет пехотинцев А.И.М. и взятую под контроль Чёрную кошку заполучить звуковой генератор, который мог бы остановить вторжение симбиотов, непреднамеренно дав Шакалу возможность выкрасть его для себя. С поражением А.И.М. и Чёрной кошки, Человек-паук звонит Смайту, чтобы обвинить его в краже Шакалом звукового генератора, однако Смайт отрицает свою причастность.
- Спенсер заменяет Алистера в версии для Nintendo 3DS игры The Amazing Spider-Man 2012 года. Как и его сын в других версиях игры, он использует нескольких Убийц пауков и других роботов, чтобы попытаться устранить Человека-паука и Курта Коннорса.
- Спенсер Смайт появляется в игре Marvel Heroes 2013 года.
- Спенсер Смайт упоминается в DLC про Человека-паука в игре Avengers 2020 года[19].